# Goran Jozinović
Goran Jozinović (Zenica, 27 agosto 1990) è un calciatore croato, difensore del GOŠK K. Gomilica.

## Caratteristiche tecniche
Terzino sinistro, può giocare anche come difensore centrale.

## Carriera

### Club
Il 16 luglio 2021 firma da svincolato con il GOŠK K. Gomilica militante nella quarta serie del calcio croato.

## Statistiche

### Presenze e reti nei club
Statistiche aggiornate al 4 giugno 2017.
| Stagione              | Squadra               | Campionato            | Campionato | Campionato | Coppe nazionali | Coppe nazionali | Coppe nazionali | Coppe continentali | Coppe continentali | Coppe continentali | Altre coppe | Altre coppe | Altre coppe | Totale | Totale |
| Stagione              | Squadra               | Comp                  | Pres       | Reti       | Comp            | Pres            | Reti            | Comp               | Pres               | Reti               | Comp        | Pres        | Reti        | Pres   | Reti   |
| --------------------- | --------------------- | --------------------- | ---------- | ---------- | --------------- | --------------- | --------------- | ------------------ | ------------------ | ------------------ | ----------- | ----------- | ----------- | ------ | ------ |
| 2007-2008             | Hajduk Spalato        | 1.HNL                 | 11         | 0          | HNK             | ?               | ?               | -                  | -                  | -                  | -           | -           | -           | 11     | 0      |
| 2008-dic.             | Hajduk Spalato        | 1.HNL                 | 2          | 0          | HNK             | ?               | ?               | CU                 | 0                  | 0                  | -           | -           | -           | 2      | 0      |
| gen.-2009             | NK Zadar              | 1.HNL                 | 14         | 0          | HNK             | ?               | ?               | -                  | -                  | -                  | -           | -           | -           | 11     | 0      |
| 2009-dic.             | NK Zadar              | 1.HNL                 | 13         | 1          | HNK             | ?               | ?               | -                  | -                  | -                  | -           | -           | -           | 13     | 1      |
| Totale Zadar          | Totale Zadar          | Totale Zadar          | 27         | 1          |                 | 0               | 0               |                    |                    |                    |             | -           | -           | 27     | 1      |
| gen.-2010             | Hajduk Spalato        | 1.HNL                 | 5          | 1          | HNK             | ?               | ?               | -                  | -                  | -                  | -           | -           | -           | 5      | 1      |
| 2010-2011             | Hajduk Spalato        | 1.HNL                 | 22         | 0          | HNK             | ?               | ?               | UEL                | 4                  | 0                  | -           | -           | -           | 26     | 0      |
| 2011-2012             | Hajduk Spalato        | 1.HNL                 | 3          | 0          | HNK             | ?               | ?               | UEL                | 0                  | 0                  | -           | -           | -           | 3      | 0      |
| 2012-2013             | Hajduk Spalato        | 1.HNL                 | 22         | 1          | HNK             | ?               | ?               | UEL                | 3                  | 0                  | -           | -           | -           | 25     | 0      |
| 2013-2014             | Hajduk Spalato        | 1.HNL                 | 29         | 0          | HNK             | 3               | 0               | UEL                | 3                  | 0                  | -           | -           | -           | 35     | 0      |
| 2014-2015             | Hajduk Spalato        | 1.HNL                 | 23         | 0          | HNK             | 3               | 1               | UEL                | 2                  | 0                  | -           | -           | -           | 28     | 1      |
| Totale Hajduk Spalato | Totale Hajduk Spalato | Totale Hajduk Spalato | 117        | 2          |                 | 6               | 1               |                    | 12                 | 0                  |             | -           | -           | 135    | 3      |
| 2015-2016             | Lugano                | SL                    | 22         | 0          | CS              | 5               | 0               | -                  | -                  | -                  | -           | -           | -           | 27     | 0      |
| 2016-2017             | Lugano                | SL                    | 18         | 0          | CS              | 2               | 0               | -                  | -                  | -                  | -           | -           | -           | 20     | 0      |
| Totale Lugano         | Totale Lugano         | Totale Lugano         | 40         | 0          |                 | 7               | 0               |                    | -                  | -                  |             | -           | -           | 47     | 0      |
| Totale carriera       | Totale carriera       | Totale carriera       | 184        | 3          |                 | 13+             | 1+              |                    | 12                 | 0                  |             | -           | -           | 209+   | 4+     |

### Cronologia presenze e reti in nazionale
| Cronologia completa delle presenze e delle reti in nazionale ― Croazia under 21 | Cronologia completa delle presenze e delle reti in nazionale ― Croazia under 21 | Cronologia completa delle presenze e delle reti in nazionale ― Croazia under 21 | Cronologia completa delle presenze e delle reti in nazionale ― Croazia under 21 | Cronologia completa delle presenze e delle reti in nazionale ― Croazia under 21 | Cronologia completa delle presenze e delle reti in nazionale ― Croazia under 21 | Cronologia completa delle presenze e delle reti in nazionale ― Croazia under 21 | Cronologia completa delle presenze e delle reti in nazionale ― Croazia under 21 |
| Data                                                                            | Città                                                                           | In casa                                                                         | Risultato                                                                       | Ospiti                                                                          | Competizione                                                                    | Reti                                                                            | Note                                                                            |
| ------------------------------------------------------------------------------- | ------------------------------------------------------------------------------- | ------------------------------------------------------------------------------- | ------------------------------------------------------------------------------- | ------------------------------------------------------------------------------- | ------------------------------------------------------------------------------- | ------------------------------------------------------------------------------- | ------------------------------------------------------------------------------- |
| 18-5-2008                                                                       | Kuala Lumpur                                                                    | Togo under 21                                                                   | 0 – 1                                                                           | Croazia under 21                                                                | Amichevole                                                                      | -                                                                               |                                                                                 |
| 20-5-2008                                                                       | Kuala Lumpur                                                                    | Croazia under 21                                                                | 0 – 1                                                                           | Cile under 21                                                                   | Amichevole                                                                      | -                                                                               |                                                                                 |
| 11-2-2009                                                                       | Costrena                                                                        | Croazia under 21                                                                | 2 – 1                                                                           | Macedonia del Nord under 21                                                     | Amichevole                                                                      | -                                                                               |                                                                                 |
| 27-3-2009                                                                       | Varaždin                                                                        | Croazia under 21                                                                | 1 – 1                                                                           | Montenegro under 21                                                             | Amichevole                                                                      | -                                                                               |                                                                                 |
| 7-6-2009                                                                        | Koprivnica                                                                      | Croazia under 21                                                                | 0 – 2                                                                           | Cipro under 21                                                                  | Qual. Europeo Under-21 2011                                                     | -                                                                               | 78’                                                                             |
| 5-9-2009                                                                        | Fredrikstad                                                                     | Norvegia under 21                                                               | 1 – 3                                                                           | Croazia under 21                                                                | Qual. Europeo Under-21 2011                                                     | -                                                                               | 82’                                                                             |
| 13-10-2009                                                                      | Varaždin                                                                        | Croazia under 21                                                                | 3 – 1                                                                           | Serbia under 21                                                                 | Qual. Europeo Under-21 2011                                                     | -                                                                               |                                                                                 |
| 14-11-2009                                                                      | Pafo                                                                            | Cipro under 21                                                                  | 1 – 2                                                                           | Croazia under 21                                                                | Qual. Europeo Under-21 2011                                                     | -                                                                               |                                                                                 |
| 18-11-2009                                                                      | Zlaté Moravce                                                                   | Slovacchia under 21                                                             | 1 – 2                                                                           | Croazia under 21                                                                | Qual. Europeo Under-21 2011                                                     | -                                                                               |                                                                                 |
| 2-3-2010                                                                        | Reims                                                                           | Francia under 21                                                                | 3 – 1                                                                           | Croazia under 21                                                                | Amichevole                                                                      | -                                                                               | 51’                                                                             |
| 12-10-2010                                                                      | Varaždin                                                                        | Croazia under 21                                                                | 0 – 3                                                                           | Spagna under 21                                                                 | Qual. Europeo Under-21 2011                                                     | -                                                                               | 54’ 74’                                                                         |
| 16-11-2010                                                                      | Zaprešić                                                                        | Croazia under 21                                                                | 2 – 1                                                                           | Slovenia under 21                                                               | Amichevole                                                                      | -                                                                               | 51’                                                                             |
| 9-2-2011                                                                        | Capodistria                                                                     | Slovenia under 21                                                               | 1 – 1                                                                           | Croazia under 21                                                                | Amichevole                                                                      | -                                                                               | 51’                                                                             |
| 3-6-2011                                                                        | Dugopoglie                                                                      | Croazia under 21                                                                | 0 – 1                                                                           | Georgia under 21                                                                | Qual. Europeo Under-21 2013                                                     | -                                                                               | 7’                                                                              |
| Totale                                                                          |                                                                                 | Presenze                                                                        | 14                                                                              |                                                                                 | Reti                                                                            | 0                                                                               |                                                                                 |

## Palmarès
- Coppa di Croazia: 1

Hajduk Spalato: 2012-2013